# Стрілянина в Орорі

Мапа стрілянини в Орорі.

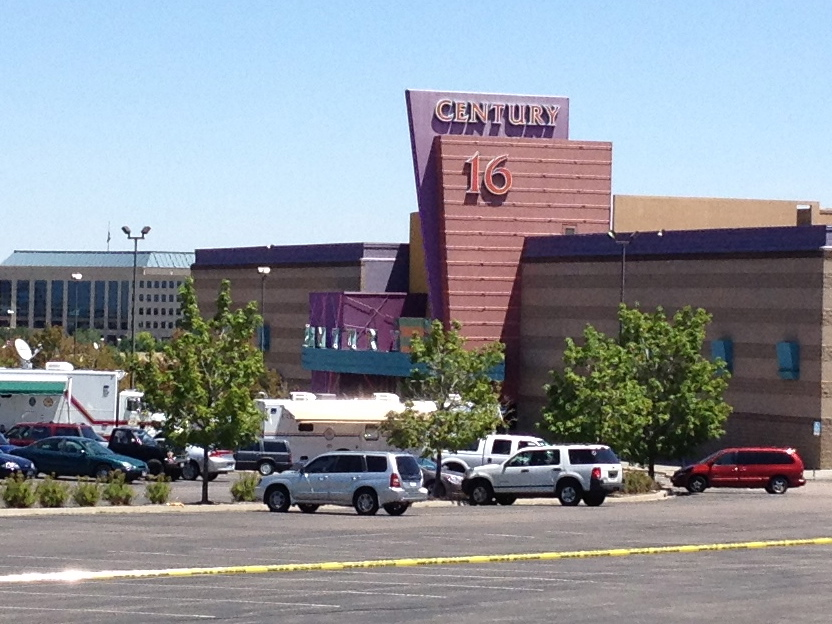
Кінотеатр, де відбулася стрілянина

39°42′21″ пн. ш. 104°49′14″ зх. д. / 39.7059° пн. ш. 104.8206° зх. д.
Стрілянина в Орорі — масове вбивство в місті Орорі (передмістя Денвера, штат Колорадо, США), що відбулося 20 липня 2012 року близько 00:39 години за місцевим часом в місцевому кінотеатрі «Century 16» під час прем'єри фільму «Темний лицар повертається».

## Опис
20 липня 2012 року під час нічного показу фільму в місті Орорі, штат Колорадо, в кінотеатрі «Century 16» озброєний чоловік влаштував стрілянину. На ньому був чорний одяг та протигаз. Спочатку молодий чоловік відкрив два балони із сльозогінним газом, потім почав стріляти. Присутні в залі не одразу збагнули що відбувається, багато сприйняли це за спецефекти. 12 осіб загинуло і близько 59 отримало вогнепальні поранення. Представник місцевої поліції сказав, що прем'єра блокбастера про Бетмена «Темний лицар: Відродження легенди» розпочалася о півночі в кінотеатрі «Century 16» в передмісті Орори. Через 30 хвилин після початку кіносеансу, людина в масці розбризкала в залі театру сльозогінний газ, і відтак почала стріляти по людях. Поліція повідомила, що правоохоронці затримали підозрюваного біля театру невдовзі після стрілянини і, що він мав при собі рушницю Remington 870 і гвинтівку M16. Ще один Glock-пістолет Kaliber 40 знайшли в приміщенні театру. Зловмисником виявився 24-річний Джеймс Холмс. Правоохоронці кажуть, що Холмс, імовірно, не пов'язаний з будь-яким терористичним угрупуванням. Поліція вважає, що Джеймс Холмс душевнохворий. Він пофарбував волосся у червоний колір і називає себе Джокером, одним з персонажів фільму. Проте готувався до свого вчинку чоловік дуже ретельно. Впродовж останніх 60 днів він придбав 4 одиниці зброї в місцевих магазинах, а через інтернет купив більш ніж 6 тисяч патронів. Одразу після інциденту у кінотеатрі, Холмс зізнався, що у його квартирі закладено вибухові пристрої: там перебувало близько 30 порохових зарядів, з'єднаних з підривником, і дві ємності з запалювальною рідиною. Поліцейські евакуювали житловий комплекс і п'ять сусідніх будинків, розмінуванням займався дистанційно керований робот.

## Список загиблих
- Джон Ларімер, 27 років, моряк ВМС США[1].
- Алекс Салліван, 27 років, загинув у свій день народження[1].
- Метт Мак-Квін, 27 років, загинув, врятувавши свою 27-річну подругу Саманту Ізувой, прикриваючи її своїм тілом. Вона була поранена в коліно, але вижила[1].
- Джессіка Ґеві, 24 роки, спортсменка, привернула велику увагу ЗМІ через те, що за тиждень до цього дивом вижила після стрілянини в Торонто, коли вбивця застрелив сімох чоловік[1].
- А. Е. Боїк, 18 років, студент місцевої вищої школи[1].
- Мікейла Медек, 23 роки, студентка місцевого коледжу[1].
- Ребекка Вінґо, 32 роки[1].
- Джессі Е. Чілдресс, 29 років, сержант ВПС США[1].
- Джонатан Т. Блант, 26 років, загинув, прикриваючи тілом свою подругу від куль[1].
- Гордон Ковден, 51 рік[1].
- Олександр Тевес, 24 роки[1].
- Вероніка Мозер-Салліван, 6 років[1][2].

## Реакція
Президент США Барак Обама оголосив у країні п'ятиденну національну жалобу. Призупинено політичну агітацію до майбутніх президентських виборів, на телебаченні тимчасово припинено показ політико-агітаційних сюжетів. У Нью-Йорку, побоюючись, що у Холмса з‘являться послідовники, до кожного з сорока кінотеатрів, де демонструють «Темного лицаря», скерували поліцейського. Посилили вуличне патрулювання поліція Лос-Анджелеса. Компанія Warner Brothers скасувала прем'єрний показ стрічки Крістофера Нолана «Темний лицар повертається» у Парижі. У Фінляндії тимчасово призупинили рекламу нового фільму про Бетмена: вся рекламна кампанія фільму в інтернеті припинена, з телеефіру зникли відеоролики. Були скасовані заплановані на п'ятницю 20 липня інтерв'ю з акторами-виконавцями ролей у злощасному фільмі: Крістіаном Бейлом, Енн Гетевей, Маріон Котіяр, Морганом Фріменом. Також були скасовані презентації та промо-заходи фільму в Мексиці та Японії. В багатьох країнах світу посилюють заходи безпеки на показах фільму. Після трагедії Warner Brothers відкликала трейлер до нового фільму «Мисливці на гангстерів», де більшість кадрів зі стріляниною.
Режисер стрічки Крістофер Нолан висловив «глибоку скорботу» у зв'язку з подіями в кінотеатрі: «Кіно — це мій дім. Усвідомлення того, що хтось так брутально сплюндрував це безневинне та повне очікувань місце, є просто руйнівним», — зазначив він. Картина з бюджетом в 250 мільйонів доларів демонструється у більш ніж 4-ох тисячах кінотеатрів. Після подій в Орорі їй прогнозують провал у касових зборах.
Пізніше, 16 грудня 2012 року, президент США Барак Обама в своїй промові ще раз згадав про стрілянину в Орорі, коли втішав родини загиблих під час стрілянини в початковій школі Сенді-Хук, штат Коннектикут: 
Якщо є змога зробити бодай один крок, що дозволить вберегти ще одну дитину, ще одного батька, ще одне місто від того горя, яке спіткало Туксон і Аврору, Оак-Крік та Ньютаун, а також громади від Колумбіни до Блексбурга, тоді у нас безперечно є зобов'язання спробувати зробити цей крок.

## Стрілець
24-річний Джеймс Холмс, студент-аспірант громадянин США, місцевий житель. Як пише газета Los Angeles Times, Холмс закінчив школу в місті Сан-Дієго, потім навчався в Каліфорнійському університеті в Ріверсайді, який закінчив з відзнакою і отримав ступінь магістра в галузі неврології. На момент скоєння злочину Холмс працював над дисертацією в Університеті Колорадо в Денвері, але, за даними поліції, перебував у процесі відрахування. За інформацією американських ЗМІ, друзі та знайомі підозрюваного описують його як «нормального хлопця». За їхніми словами, Холмс захоплювався спортом, спілкувався з друзями і не був самітником.
Незадовго до нападу Холмс пофарбував волосся в яскраво-рудий колір, заявляючи що він — Джокер, очевидно маючи на увазі головного «ворога» Бетмена. В ході слідства було з'ясовано що перед нападом заздалегідь описав свій злочин і відправив психіатру. Мотиви його нападу досі не відомі. Він відмовляється спілкуватися з слідчими.
З п'ятниці 20 липня він перебуває в одиночній камері. 23 липня відбулося перше слухання його справи, офіційне висунення обвинувачення відбулося в понеділок 30 липня. Йому інкримінують умисне вбивство 1-го ступеню, замах на вбивство та виготовлення вибухового пристрою. Згідно з законами Колорадо, де сталася трагедія, за такий злочин передбачене мінімум довічне ув‘язнення, максимум — смертна кара.